# Runenstein von Sele
Koordinaten: 58° 48′ 59,4″ N, 5° 33′ 55,3″ O
Der Runenstein von Sele stammt vom Hof Sele, bei Kleppe in Sola, westlich von Stavanger in der Fylke Rogaland in Norwegen. Der ursprüngliche Standort des im frühen 19. Jahrhunderts gefundenen Runensteins ist unbekannt. Heute steht er im Archäologischen Museum in Stavanger.
Der Stein ist etwa 1,5 Meter lang, 30 cm breit und 10 cm dick. Er endet oben in einer gerundeten Spitze. Die Runen befinden sich auf einer der Breitseiten mit einer Inschrift in zwei Zeilen. Der Runenstein stammt vermutlich aus dem Frühmittelalter um 1100 n. Chr. und erzählt von Land- und möglichen Fischereirechten.
Die Runeninschrift, die ausnahmsweise nicht für einen Toten geschlagen wurde, lautet: „Das Abkommen, das auf diesen Stein geschrieben wurde, beweist, dass die Hälfte des Flusses Sele gehört.“
Nördlich liegt der Treudd von Dødssjødno.